# Кърсти Ковънтри
Кърсти Лий Ковънтри Сюърд (на английски: Kirsty Leigh Coventry Seward, по баща Ковънтри, родена на 16 септември 1983 г. в Хараре), е президент на МОК и плувкиня от Зимбабве (световен рекордьор в дисциплината 200 метра гръб).
Тя започва да се занимава с плуване от ранна възраст и по-късно тренира в САЩ в продължение на няколко години. На Олимпийските игри в Атина през 2004 г. Ковънтри печели три медала, от които един е златен. Четири години по-късно, тя получава от зимбабвийското правителство прозвищата „Златното момиче“ и „национално богатство на Зимбабве“.
На 20 март 2025 година е избрана за президент на МОК. Встъпва в длъжност на 24 юни 2025 година и е първата жена, както и първия африканец президент на МОК.

## Биография
Кърсти Ковънтри завършва гимназия в родината си Зимбабве. Постига първия си заслужаващ внимание успех още през 2000 година. Тогава тя още като ученичка на 17 години се класира с лекота за полуфиналите на Олимпиадата в Сидни. Следват три златни медала в съчетано плуване на игрите NCAA през 2003 и 2004. Но за Ковънтри сериозните успехи тепърва предстоят. Зимбабвийката завоюва два златни медала на 200 метра Гръб и на 200 метра Съчетано плуване на Световното първенство в Монреал през 2005. Две години по-късно печели сребро в същите дисциплини в Мелбърн.
След като вече е достигнала ранг от световно ниво, Кърсти Ковънтри продължава да впечатлява почитателите на плуването с високите си резултати. През месец април 2008 на Световните финали в малък басейн тя е рекордьор с време 4:26:52 в Съчетано плуване, а след това подобрява и рекорда на японката Рейко Накамура на 200 метра Гръб, като достига време 2:00:91, заради което получава от FINA признанието „Най-добра плувкиня на първенството“.
Няколко месеца по-късно на Олимпийските игри в Пекин, Ковънтри добавя още три медала към своите трофеи – златен (отново на 200 м гръб, защитавайки титлата си от Атина, спечелена през 2004 и поставяйки нов световен рекорд с време 2:05:24) и два сребърни (след като на 100 м. гръб в последните метри е надвита от американката Натали Кохлин, а на 200 м съчетано плуване – от австралийката Стефани Райс). Като всеки спортист, Кърсти Ковънтри има и възходи, и падения. Въпреки това тя винаги радва феновете си по света с безупречните си изяви. Притежава префектно тяло и е много здрава физически, а това ѝ помага да доминира в състезанието във всеки един момент. Голяма част от рекордите ѝ са ненадминати и до днес. А ние само можем да ѝ се възхищаваме, като споменем, че няма друга африканска спортистка, достигнала нейната световна класа.

## Кариера след състезателната дейност
На 20.03.2025 г., на 144-тата сесия на Международния Олимпийски комитет, проведена в Гърция, Кърсти Ковънтри е избрана за президент на организацията. Тя става първата жена, президент на МОК.

## Успехи

### Световни първенства
- 2005 – Злато на 100 и 200 метра гръб, сребро на 200 и 400 метра съчетано плуване
- 2007 – Сребро на 200 метра гръб и съчетано плуване

### Олимпийски игри
- 2004 – Бронз на 200 м. съчетано плуване, злато на 200 м. и сребро на 100 м. гръб.
- 2008 – Сребро на 200 и 400 м. съчетано плуване и на 100 м. Гръб, злато на 200 м. гръб

### Африкански първенства
- Злато на 400 метра съчетано плуване
- Злато на 200 метра съчетано плуване
- Злато на 50 метра кроул
- Злато на 800 метра кроул
- Злато на 50 метра гръб
- Злато на 100 метра гръб
- Злато на 200 метра гръб
- Сребро на 100 метра бруст
- Сребро на 4х100 метра щафети
- Сребро на 4х200 метра щафети

## Личен живот
На 10 август 2013 г. Ковънтри се омъжва за Тайрон Сюърд, който е неин мениджър от 2010 г. През май 2019 г. се ражда първото им дете.